# Slayers Return
Slayers Return (スレイヤーズ RETURN Sureiyāzu ritān?), película japonesa de anime de fantasía de 1996 conocida como Slayers 2, El retorno, escrita por Hajime Kanzaka y dirigida por Kunihiko Yuyama e Hiroshi Watanabe. Es la segunda película de la saga Slayers (traducida como Los Justicieros en Latinoamérica) y es la secuela de Slayers Perfect de 1995 que fue seguida por Slayers Great en 1997.
En Slayers Return, La heroína mercenaria Rina Inverse (Lina Inverse) y Naga la Serpiente son contratadas para rescatar a una villa de un mago malvado, el cual, busca el tesoro legendario que le otorgaría un poder mágico invencible, con el fin de completar su objetivo de dominar al mundo. La película obtuvo una buena recepción por parte del público y fue adaptada al manga por Kanzaka y Shoko Yoshinaka.

## Sinopsis
Las jóvenes hechiceras Lina Inverse y Naga la Serpiente recorren el mundo en búsqueda de aventuras y dinero, discutiendo entre ellas a lo largo del camino. Conocen una chica llamada Saleena, quién parece ser una víctima de una de sus frecuentes peleas por comida que acabó en una explosión provocada por hechizos. Sin embargo ella ya había sido herida al escapar de su pueblo Biaz, donde la organización de mal Zein había esclavizado a su gente. Rina, que normalmente es egoísta, "empatiza" con ellos y decide ayudarlos, aunque la verdadera razón de su "generosidad" se debe al saber de la existencia de un antiguo tesoro, hecho del casi indestructible metal mágico de orihalcon. Debido al comportamiento sospechoso de Rina, Naga decide seguirles igualmente, impulsada por su codicia.
Una vez en Biaz, las dos piden una recompensa por salvarlo, pero el jefe de la aldea y el padre de Saleena no pueden darles una recompensa lo suficientemente alta, por lo que Naga se queda y usa un brazalete de orihalcón que encuentra allí. Lina y Naga se embarcan para derrotar al líder megalómano de Zein, Galev, y descubren que es todo un engaño, ya que sus poderes de mago son en su mayoría inexistentes, y su organización actualmente consiste solo en él y su único subordinado Zahhard. Las chicas y Saleena se enfrentan a la colección de secuaces de Galev, pero quieren atraparle ellos mismos porque no pagó el salario prometido. Resulta que Galev planeaba apoderarse de una superarma legendaria perdida hace mucho tiempo que descubrió en un viejo libro de magia para conquistar y gobernar el mundo.
Cuando se desentierra el arma, lo que Lina pensó que sería un inmenso tesoro resulta ser un enorme golem hecho de orihalcón. El brazalete de Naga es su dispositivo de control, pero no puede controlarlo correctamente ni quitárselo. El golem los ataca a todos y comienza una persecución y una batalla en la que todos se unen para derrotar al golem y los mini-golems que genera. Para destruir al golem enloquecido, Lina le pide a Naga que cree uno de sus golems y lo rodee con una barrera, para que Lina pueda lanzar un hechizo destructivo de Dragon Slave y enviar el segundo golem directamente contra el primero, finalmente derrotándolo pero arruinando todo el orihalcon. La película termina con las chicas y la gente de Biaz corriendo detrás de Galev, porque no solo les quitó dinero y lo gastó en disfraces inútiles para su organización, sino que ahora también hacía imposible que el jefe de la aldea pague a Lina y Naga.

## Reparto
| Personajes        | Actor de voz japonesa | Actor de voz inglesa |
| ----------------- | --------------------- | -------------------- |
| Lina Inverse      | Megumi Hayashibara    | Cynthia Martinez     |
| Naga La Serpiente | Maria Kawamura        | Kelly Manison        |
| Galev             | Kenji Utsumi          | Jason Douglas        |
| Zahhard           | Kazuki Yao            | Kurt Stoll           |
| Saleena           | Akiko Hiramatsu       | Nora Stein           |
| Becker            | Chafurin              | David Born           |
| Guerrero          | Daisuke Gori          | Jason Konopisos      |
| Amazon            | Maya Okamoto          | Luci Christian       |
| Hechicero         | Minoru Inaba          | Marty Fleck          |
| Padre de Saleena  | Akio Ōtsuka           | Mike Kleinhenz       |

## Publicación
Slayers Return fue originalmente lanzada en Japón el 3 de agosto de 1996, distribuida por Toei Animación junto a la película de X. La versión casera de Bandai Visual fue lanzada en VHS y LaserDisc en abril de 1997, y relanzada en el DVD como parte de EMOTION the Best Slayers Movie Edition DVD-BOX (EMOTION the Best ス レ イ ヤ ー ズ 劇場版 DVD- BOX) colección de todas las películas de Slayers en 2010. Se incluyó en la colección de películas y OVAs de Slayers remasterizadas digitalmente, lanzadas en Blu-ray en Japón el 30 de octubre de 2015.
La película lanzada por ADV Films en formato DVD, en América del Norte, el 2003, llamándose Slayers Movie 2 - The Return. ADV distribución adquirió también derechos para Reino Unido. La película fue lanzada más tarde por ADV con las cuatro películas de Slayers en una sola "Película" , y con las otras cuatro películas y ambas OVA  en otro conjunto, box set "Películas y Ovas" .
La versión doblada en inglés fue escrita por Dan Kanemitsu y dirigida y producida por Sandra Krasa. La película también fue retransmitida en la versión inglesa por ADV Anime Network, y fue lanzada en Australia y Nueva Zelanda por Madman Entertaintment, en Francia por Déclic Images, en Italia por Yamato Vídeo (doblado al italiano por DEA Digital Editing Audio), y en Alemania por ACOG y OVA Películas (doblado al alemán por Circle of Arts).

### Libros
El libro guía fue publicado por Fujimi Shobō en la "Dragon Magazine Collection" en agosto de 1996 (lanzado también en bajo presupuesto como versión "miniartbook"), seguido por "Slayers Return Anime Cómic "en noviembre de 1996. Los guiones para Return, Great y Gorgeous fueron publicados en el libro de Slayers Original.
La película de 1997 obtuvo su adaptación al manga Slayers RETURN hen (スレイヤーズ RETURN 編 Sureiyāzu ritān hen?) y fue escrita por Hajime Kanzaka e ilustrado por Shoko Yoshinaka. Pertenece al cuarto volumen de la serie principal, Slayers  (aunque crea una ruptura en la continuidad de la historia original). Fue publicado en América del Norte por "Central park Media" en 4 de febrero de 2004.

### Banda sonora
La banda sonora original Slayers Returns: Motion Picture R (KICA-314) fue originalmente lanzada en formato CD en Japón por King Records, el 28 de agosto de 1996 y más tarde liberado en América del Norte por ADV Films, el 19 de noviembre del 2002 (B00007BH7R).
La banda sonora que crea la música de fondo de la película (BGM) fue compuesta por Takayuki Hattori, la canción del final (así como su versión especial llamada "Movie Size Versión"), y dos canciones de personajes ("image songs") junto con una versión especial de uno de ellos (llamado "Fireball Groove Mix") y una versión de karaoke del otro. Todas las canciones fueron vocalizadas por Megumi Hayashibara y Maria Kawamura.
La canción principal de la película "Just Be Conscious" fue lanzada en un solo CD (KIDA-136) por Starchild Records el 5 de julio de 1996. Ambos "Just Be Conscious y "Run All the Way!" fueron presentados por  Hayashibara el 1997 como el álbum Irāvatī. Las canciones de la película también fueron incluidas en la colección de "CD collection The Best of Slayers Vol. 2 ".

## Recepción
La película fue bien recibida por la mayoría de críticos occidentales del anime, obteniendo una puntuación de 79% de Patrick King de Animefringe. Dani Moure De Mania.com la calificó como "divertida película con entrañables personajes" puntuándola con un B+ y la comparó positivamente con la primera película de la saga, escribiendo que Return, a pesar de tener menor durabilidad que su predecesora, es "todavía inmensamente disfrutable, y de hecho se maneja en ser una historia completa que puede ser disfrutable totalmente para quienes no tienen ninguna experiencia previa con la serie". Chris Beveridge también alabó la película, especialmente por como  "cuenta una divertida mini-historia con un número justo de hábiles giros de trama y comedia que tiene algo que haría que cualquiera riese" también le dio un B+. Zac Bertschy De Anime News Network lo recomendó como un clásico de su era, declarando que el "anime era distinto, de alguna manera en los pasados 1990s, y Slayers es el regreso en una cápsula de tiempo perfecta para aquellos días. No se lo pierdan". Daryl Surat retrospectivamente lo incluyó en el mejor anime de 1996, también destacándolo como su película favorita de Slayers.
Según The Digital Fix, "si  has visto cualquier otra película u OVA de Slayers, sabrás qué esperar de Slayers Returns;  es ciertamente una forma disfrutable de pasar una hora (y doblemente si  prefieres la vibra dinámica de la antigua serie entre los personajes de Lina y Naga );" la película recibió una puntuación de 7/10. Animetion le dio cuatro estrellas de cinco, opinando que "si  quieres fantasía seria y significativa vean Escaflowne, pero si quieres destrucción de golems, lacayos fieles, villanos con deseos de grandeza, abundancia de explosiones sin sentido y unas risas, bueno, entonces Slayers Return es justo lo qué estás buscando." La escritora de fantasía polaca Aleksandra Janusz, escribiendo para la revista Kawaii, puntuó a la película más graciosa que sus predecesoras, a la que llamó "una película muy buena". En una relativamente rara revisión, Megan Lavey en  Mania.com  dio a Return una puntuación de C, llamándola "la película más débil fuera de las películas de Slayers, sencillamente porque la sinopsis no es memorable e incluso Lina y Naga no son tan graciosas como realmente son, especialmente cuándo la comparas con Great."